# Коросно (місто)
Коро́сно (Кросно, пол. Krosno) — місто на правах повіту у південно-східній Польщі. Адміністративний центр Коросненського повіту Підкарпатського воєводства.

## Положення
Розташоване над річкою Віслоком на західній межі української етнічної території Надсяння.

## Історія

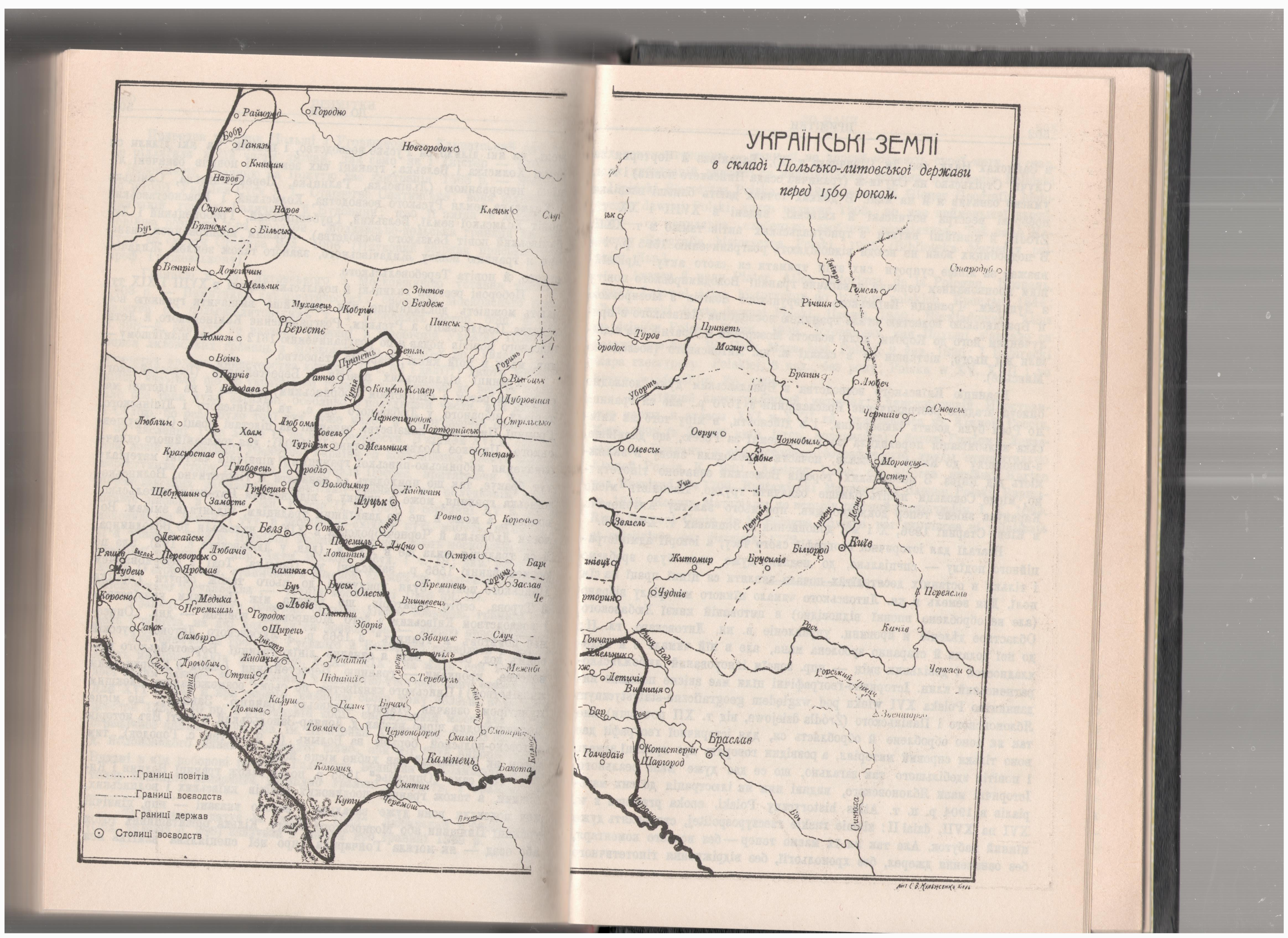
Коросно на адміністративній мапі-схемі

Поселення існувало в часи неоліту. Міське поселення виникло, мабуть, у ХІ ст. Уперше згадується у 1282 році в контексті підпорядкування римо-католиків Руського королівства Любуському єпископству. Було прикордонним пунктом Перемиської землі Галицько-Волинського князівства. Магдебурзьке право дістало 1367 року. Після польської окупації Східної Галичини потрапило до Сяніцької землі, перебуваючи поблизу її західного кордону.
Належить до Карпатського Єврорегіону.
У 1854 р. І. Лукасевич власним коштом пробурив першу в Галичині нафтову свердловину в селі Полянка біля Коросна (зараз Підкарпатське воєводство Польщі). Того самого року поблизу Коросна він заклав нафтову копальню (нині Музей нафтогазової промисловості). Свердловина Лукасевича поклала початок упровадженню прогресивного свердловинного способу видобутку нафти в Галичині, що (здебільшого у 1880 х рр.) почав потроху витискати колодязну технологію.
Під час Другої світової війни в місті діяла делегатура Українського допомогового комітету.

## Пам'ятки
- Костел францисканців

## Демографія
Демографічна структура станом на 31 березня 2011 року:
|          | Загалом | Допрацездатний вік | Працездатний вік | Постпрацездатний вік |
| -------- | ------- | ------------------ | ---------------- | -------------------- |
| Чоловіки | 22457   | 4208               | 15686            | 2563                 |
| Жінки    | 25014   | 3993               | 15157            | 5864                 |
| Разом    | 47471   | 8201               | 30843            | 8427                 |

## Відомі люди
- Петро Газдайка  — сотник, командир 9-ї бригади Української Галицької Армії.
- Ян Каменецький (ротмістр).
- Ігнатій Лукасевич — винахідник гасової лампи. 1854 року заснував першу в Європі нафтову копальню в селі Полянка (тепер частина міста Коросно).
- Каспер Несецький
- Станіслав Освенцім, похований тут.
- Павло Русин.
- Андрій Чурило.
- Decapitated — польський дет-метал гурт

## Поріднені міста
Коросно поріднене з 7 містами: 
- Едевехт (1996)
- Залаегерсег (2000)
- Шаторальяуйхей (2006)
- Шарошпатак (2007)
- Ужгород (2008)
- Угерске Градіште (2009)
- Кошиці (2009)